# 1384

## Narození
- srpen – Antonín Brabantský, brabantský a limburský vévoda († 1415)
- ? – Dešin Šegpa, 5. karmapa školy Karma Kagjü a učitel čínského císaře († 1415)
- ? – Františka Římská, italská světice († 1440)
- ? – Konrád IV. Starší, biskup vratislavský a kníže niský († 9. srpna 1447)

## Úmrtí
- 30. ledna – Ludvík II. Flanderský, hrabě z Flander, Rethelu a Nevers (* 25. listopadu 1330)
- 10. září – Johana z Penthièvre, bretaňská vévodkyně (* 1319)
- 31. prosince – Jan Viklef, anglický teolog, autor prvního anglického překladu Bible (* asi 1320)

## Hlava státu
- České království – Václav IV.
- Moravské markrabství – Jošt Moravský
- Svatá říše římská – Václav IV.
- Papež – Urban VI. a Klement VII. (vzdoropapež)
- Anglické království – Richard II.
- Francouzské království – Karel VI. Šílený
- Polské království – Hedvika z Anjou
- Uherské království – Marie Uherská
- Byzantská říše – Jan V. Palaiologos